# 일레인 쇼월터
일레인 쇼월터(Elaine Showalter, 1941년 1월 21일 ~)는 미국의 문학 평론가, 페미니스트, 시사 평론가이다. 그녀는 여성들만의 고유한 경험으로 여성 작가의 텍스트를 통해 읽어 내는 여성 중심 비평(gynocritics)의 개념을 발전시키면서 페미니즘 문학 비평에 영향을 미쳤다.
쇼월터는 여성주의 문학비평에서 패션에 이르기까지 다양한 주제에 대한 책을 집필하고 기사를 썼으며, 특히 질병에 대한 작업으로 논란을 불러일으켰다. 쇼월터는 피플의 텔레비전 평론가이자 BBC 라디오 및 텔레비전의 해설가였다. 그녀는 문학비평 부문 트루먼 카포티 상(Truman Capote Award)을 수상했다.